# Fixació del nitrogen
La fixació de nitrogen és un procés pel qual el nitrogen passa de la forma relativament inert present a l'atmosfera terrestre (N₂) i es converteix en compostos de nitrogen (com amoni, nitrat i diòxid de nitrogen). El procés contrari, passar el nitrogen del sòl a l'atmosfera, és la desnitrificació. Hi ha dos tipus de fixació: la fixació no simbiòtica, o no biològica i la simbiòtica o biològica. La fixació biològica de nitrogen va ser descoberta pel microbiòleg neerlandès Martinus Beijerinck. Els sòls que presenten les millors condicions per la fixació de nitrogen són els ben airejats, fèrtils, de pH neutre o lleugerament alcalins.

## Fixació no simbiòtica
La fixació no simbiòtica la fan les descàrregues dels llamps, la combustió i l'aportació de nitrogen a través de la pluja, en aquest darrer cas s'ha calculat que un sòl amb 600 litres de pluja anual per metre quadrat, rep uns 6 kg de nitrogen per hectàrea. També s'ha d'incloure com a fixació no simbiòtica l'enorme aportació als sòls de fertilitzants nitrogenats obtinguts industrialment per via química.

## Fixació simbiòtica
Per a la fixació simbiòtica uns pocs bacteris són capaços de fixar en les arrels d'algunes plantes el nitrogen de l'atmosfera. La fixació està a càrrec principalment de bacteris del gènere Azotobacter i algunes espècies de clostridis i molt secundàriament d'altres grups de bacteris incloent-hi els bacteris fotosintètics i alguns fongs. Els cianobacteris (antigament anomenats "cianofícies" o "algues blaves", termes en desús perquè no són algues sinó bacteris) tenen importància com a fixadors de nitrogen en les aigües dolces i en sòls tropicals.
La fixació de nitrogen està a càrrec d'organismes procariotes, incloent bacteris, actinobacteris, i certs tipus de bacteris anaerobis. Els microorganismes capaços de fixar nitrogen s'anomenen diazòtrofs. Algunes plantes superiors i fins i tot animals com els tèrmits), han format associacions amb diazòtrofs. Recentment, s'investiga si alguns microorganismes del tipus Archaea, particularment alguns Crenarchaeota, tenen un paper més important del que es creia en la fixació de nitrogen.

## Fixació biològica de les lleguminoses

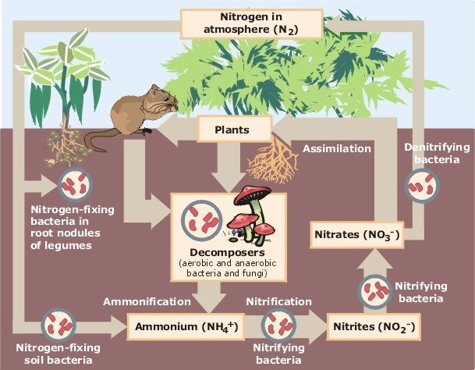
Representació esquemàtica del cicle del nitrogen

Aquesta fixació biològica ocorre quan el nitrogen atmosfèric es converteix en amoni per uns enzims anomenats nitrogenasa. La fórmula per la fixació biològica és:
N₂ + 8H+ + 8e− + 16 ATP → 2NH₃ + H₂ + 16ADP + 16 Pi
Els bacteris nitrificants obtenen energia i nitrogen de l'oxidació de l'ió amoni a nitrit i de l'oxidació de nitrit a nitrat essent la font del carboni el diòxid de carboni.
En molts bacteris els enzims de nitrogenasa són molt susceptibles d'ésser destruïts per l'oxigen (i molts bacteris deixen de produir aquest enzim en presència d'oxigen.
A la natura les plantes més conegudes que contribueixen a la fixació del nitrogen són les de la família fabàcia, altrament dites lleguminoses entre les quals s'inclouen els pèsols, alfals, llobíns i cacauets. La gran majoria de les lleguminoses contenen bacteris simbiòtics anomenats rhizobiums que dins dels nòduls dels seus sistemes radiculars, produeixen compostos de nitrogen que ajuden la planta a créixer i competir amb altres plantes. Quan la planta mor, el nitrogen fixat queda alliberat en el sòl i resta a disposició d'altres plantes i ajuda a mantenir el sòl fèrtil Pocs gèneres de lleguminoses no tenen aquesta capacitat fixadora de nitrogen entre ells es troba el gènere Styphnolobium. En la rotació de conreus tradicional i en agricultura ecològica, es fa un canvi dels conreus en una mateixa parcel·la, dins d'aquesta rotació s'acostuma a incloure plantes lleguminoses fixadores de nitrogen amb la intenció de fer-ne adob verd enterrant-les en el moment de màxima fixació de nitrogen i per donar més matèria orgànica al sòl.
Com que es tracta d'una associació simbiòtica ni la planta ni el bacteri poden fer la fixació de nitrogen aïlladament. La fixació de nitrogen no està completa fins que es fan lels típic nòduls a les arrels de les lleguminoses i s'ha establert la simbiosi.
A mesura que els bacteris fixadors moren i ocupen part del subsòl, les proteïnes i, per tant, el nitrogen que les formen resulten a l'abast de bacteris més especialitzats que transformen part del dinitrogen a amoni i oxiden part de l'amoníac a nitrit (aquest procés el fan bacteris del gènere Nitrosomonas i Nitrosococcus) i la transformació a nitrat que la fan bacteris del gènere Nitrobacter.
Normalment el procés d'oxidació del nitrit és més ràpid que el de formació i així la quantitat present de nitrit en els sòl és molt reduïda i, per tant, no s'hi presenta toxicitat.

## Fixació biològica de no lleguminoses

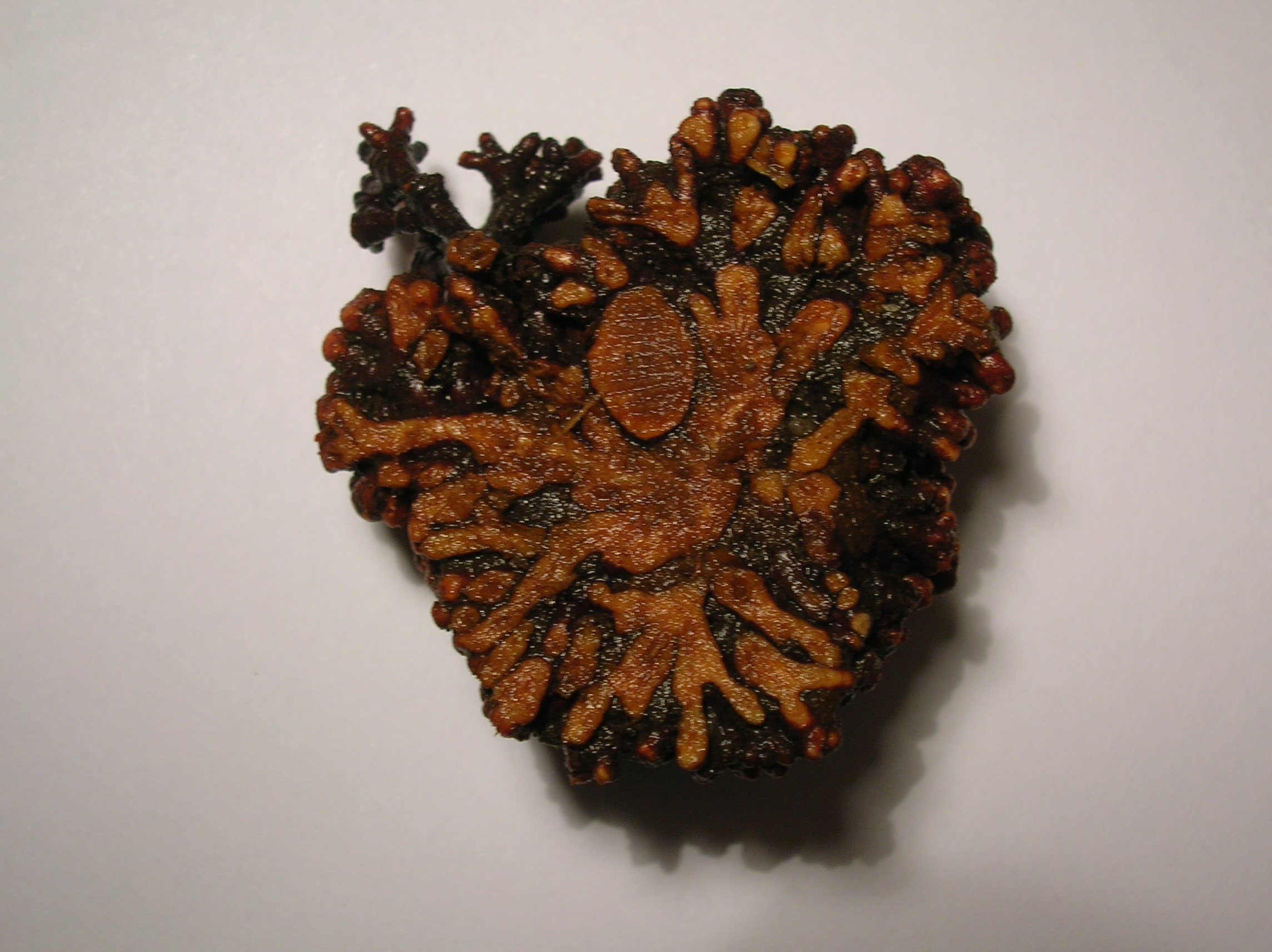
Una arrel de vern en secció mostrant la secció de nòduls fixadors de nitrogen.

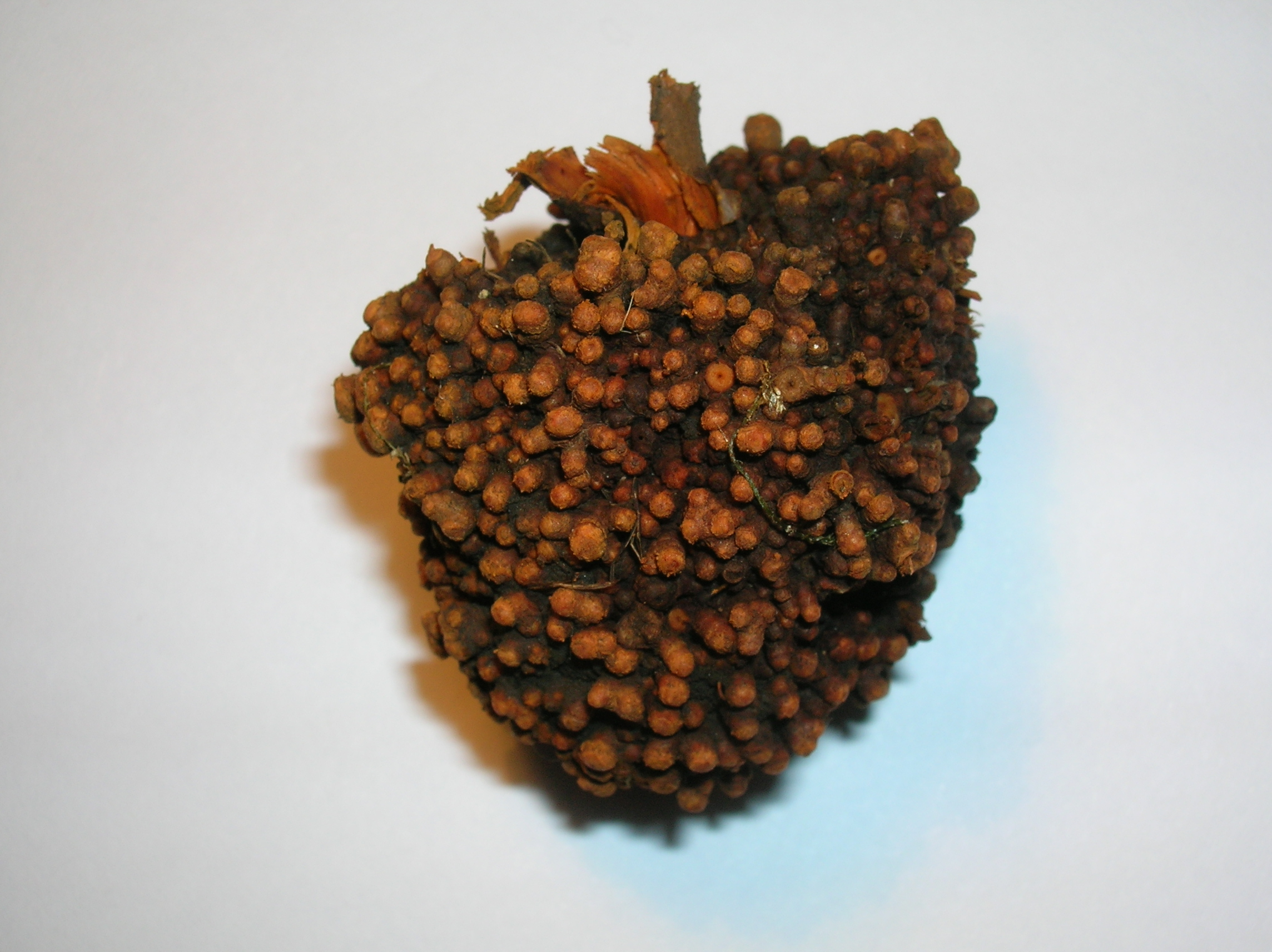
L'arrel sencera de vern mostrant nòduls fixadors.

Malgrat que de bon tros són les plantes de la família de les fabàcies les que fixen el nitrogen en la natura, n'hi ha unes altres famílies que també ho fan. Aquestes plantes fixadores se les coneix amb el nom conjunt de plantes actinorizes, comprenen uns 22 gèneres de plantes llenyoses, arbusts o arbres, distribuïts en 8 famílies de plantes. La capacitat de fixar nitrogen no està en tots els gèneres d'aquestes famílies per exemple en la família Rosàcia, només 4 gèneres poden fer la fixació del nitrogen.
Família: Gènere
Betulaceae: Vern
Cannabaceae: Trema
Casuarinaceae:
Allocasuarina
Casuarina
Gymnostoma
Coriariaceae: Roldor
Datiscaceae: Datisca
Elaeagnaceae:
Elaeagnus 
Hippophae
Shepherdia
Myricaceae:
Morella arborea
Myrica
Comptonia
Rhamnaceae:
Ceanothus
Colletia
Discaria
Kentrothamnus
Retanilla
Trevoa
Rosaceae:
Cercocarpus
Chamaebatia
Purshia
 Dryas
Hi ha altres fixacions simbiòtiques de nitrogen que involucren cianobacteris (com Nostoc). S'inclouen alguns líquens com Lobaria i Peltigera:
- Azolla
- Cycada
- Gunnera

## Microorganismes que fixen nitrogen
- Diazòtrofs
- Cianobacteris
- Azotobacteraceae
- Rhizobia
- Frankia

### Fixació de nitrogen pels cianobacteris
Els cianobacteris viuen a pràcticament qualsevol lloc il·luminat de la Terra i tenen un paper en els cicles del carboni i el nitrogen de la biosfera. Generalment els cianobacteris són capaços d'utilitzar diversos substractes com nitrat, nitrit, amoni, urea o alguns aminoàcids. Alguns cianobacteris poden fixar el nitrogen atmosfèric.

## La fixació química de nitrogen
El nitrogen també pot ser fixat artificialment, fer-ne fertilitzants químics per a ser incorporats als sòls i també explosius o altres productes. El mètode més emprat és el Procés Haber. Aquest sistema requereix alta pressió i alta temperatura i es fa recerca científica per poder fer-ho amb un catalitzador que permetria convertir nitrogen a amoníac a temperatura ambient.